# Kazimierz Jaworski (senator)
Kazimierz Jaworski (ur. 5 marca 1956 w Chmielniku Rzeszowskim) – polski polityk, rolnik, samorządowiec, senator V, VII i VIII kadencji.

## Życiorys
W 1983 ukończył Liceum Ogólnokształcące w Rzeszowie. Pracował w Wydawnictwie Prasowym „Nowiny Rzeszów”, następnie od 1986 w rzeszowskim oddziale Zakładu Ubezpieczeń Społecznych. W 1990 został wybrany na wójta gminy Chmielnik Rzeszowski, pełniąc tę funkcję do 2004. W czerwcu 2004 bezskutecznie ubiegał się o mandat w wyborach do PE z listy Prawa i Sprawiedliwości, a we wrześniu tego samego roku w wyborach uzupełniających został senatorem V kadencji w miejsce Mieczysława Janowskiego wybranego na posła do Parlamentu Europejskiego. W Senacie zasiadał w Komisji Rolnictwa i Rozwoju Wsi oraz Komisji Emigracji i Polaków za Granicą. Był senatorem niezależnym. W 2005 bezskutecznie ubiegał się o reelekcję z lokalnego komitetu zawiązanego przez działaczy związanych z Ruchem Patriotycznym (partii powstałej w tym samym roku, w której władzach zasiadał).
Należy do NSZZ „Solidarność” i Akcji Katolickiej (jako członek zarządu diecezjalnego w Rzeszowie), kieruje Towarzystwem Przeciwdziałania Uzależnieniom „Trzeźwa Gmina” w Chmielniku. Zajmował stanowisko prezesa powstałej w latach 90. przy współudziale gminy firmy Chmielnik Zdrój S.A. zajmującej się produkcją i dystrybucją wody mineralnej. W 2006 objął funkcję prezesa Ogólnopolskiego Stowarzyszenia „Trzeźwa Polska”, mającego siedzibę w Miejscu Piastowym. W 2008 został powołany w skład Zespołu ds. Apostolstwa Trzeźwości przy Konferencji Episkopatu Polski.
W latach 2006–2007 pełnił funkcję wiceprzewodniczącego sejmiku podkarpackiego. Wybrany został do niego w 2006 z listy Prawa i Sprawiedliwości, do którego przystąpił. Był też doradcą premiera Jarosława Kaczyńskiego ds. rolnictwa i wsi. W wyborach parlamentarnych w 2007 po raz drugi uzyskał mandat senatorski, otrzymując 188 375 głosów. W wyborach w 2011 z powodzeniem ubiegał się o reelekcję w okręgu nr 56. 1 grudnia tego samego roku przeszedł z PiS do klubu parlamentarnego Solidarna Polska. Na kongresie założycielskim partii o tej nazwie 24 marca 2012 został wybrany do jej zarządu. 7 grudnia 2013 współtworzył partię Polska Razem (formalnie w klubie parlamentarnym Solidarnej Polski zasiadał do 30 stycznia 2014). W wyborach do Parlamentu Europejskiego w 2014 otwierał listę Polski Razem w okręgu podkarpackim, jednak partia nie osiągnęła progu wyborczego. 25 lipca 2014 został członkiem klubu Sprawiedliwa Polska (skupiającego parlamentarzystów Polski Razem i Solidarnej Polski), od 6 marca 2015 działającym pod nazwą Zjednoczona Prawica. W wyborach w 2015 nie ubiegał się o reelekcję. Zasiadał w radzie krajowej Polski Razem, w listopadzie 2017 przekształconej w Porozumienie.

## Życie prywatne
Żonaty (żona Bogumiła), ma czworo dzieci (Barbarę, Kingę, Patrycję i Karola).